# Guido Cavalcanti
Guido Cavalcanti (1259 – srpen 1300) byl italský básník z Florencie, autor sonetů, canzon a balad, nejlepší přítel Dantův. Stejně jako Dante byl reprezentantem „sladkého nového stylu“, dolce stil novo.
Cavalcanti se narodil ve vznešené guelfské rodině, jeho otec byl Cavalcante de Cavalcanti. V roce 1267 se oženil s Bice, dcerou Farinaty degli Uberti, vůdce florentských ghibellinů, ale sám zůstal v „bílé“ frakci strany guelfů. V roce 1284 se stal členem městské rady. 24. června 1300 byl po porážce guelfů spolu s dalšími spolustraníky vyhoštěn z Florencie a odešel do Sarzany. 19. srpna téhož roku se nemocný vrátil do Florencie, ale zemřel po několika dnech, pravděpodobně 29. srpna.
Do angličtiny Cavalcantiho básně přeložil počátkem 20. století Ezra Pound, a tím pozapomenutého italského básníka opět uvedl v širší známost. Nejpopulárnějším Cavalcantiho dílem je pravděpodobně balada I’prego voi che di dolor parlate (Já prosím vás, kteří mluvíte o bolu).

Rime di Guido Cavalcanti, 1813